# Ofsenița
Ofsenița – wieś w Rumunii, w okręgu Temesz, w gminie Banloc. W 2011 roku liczyła 371 mieszkańców.